# Derrick Monasterio

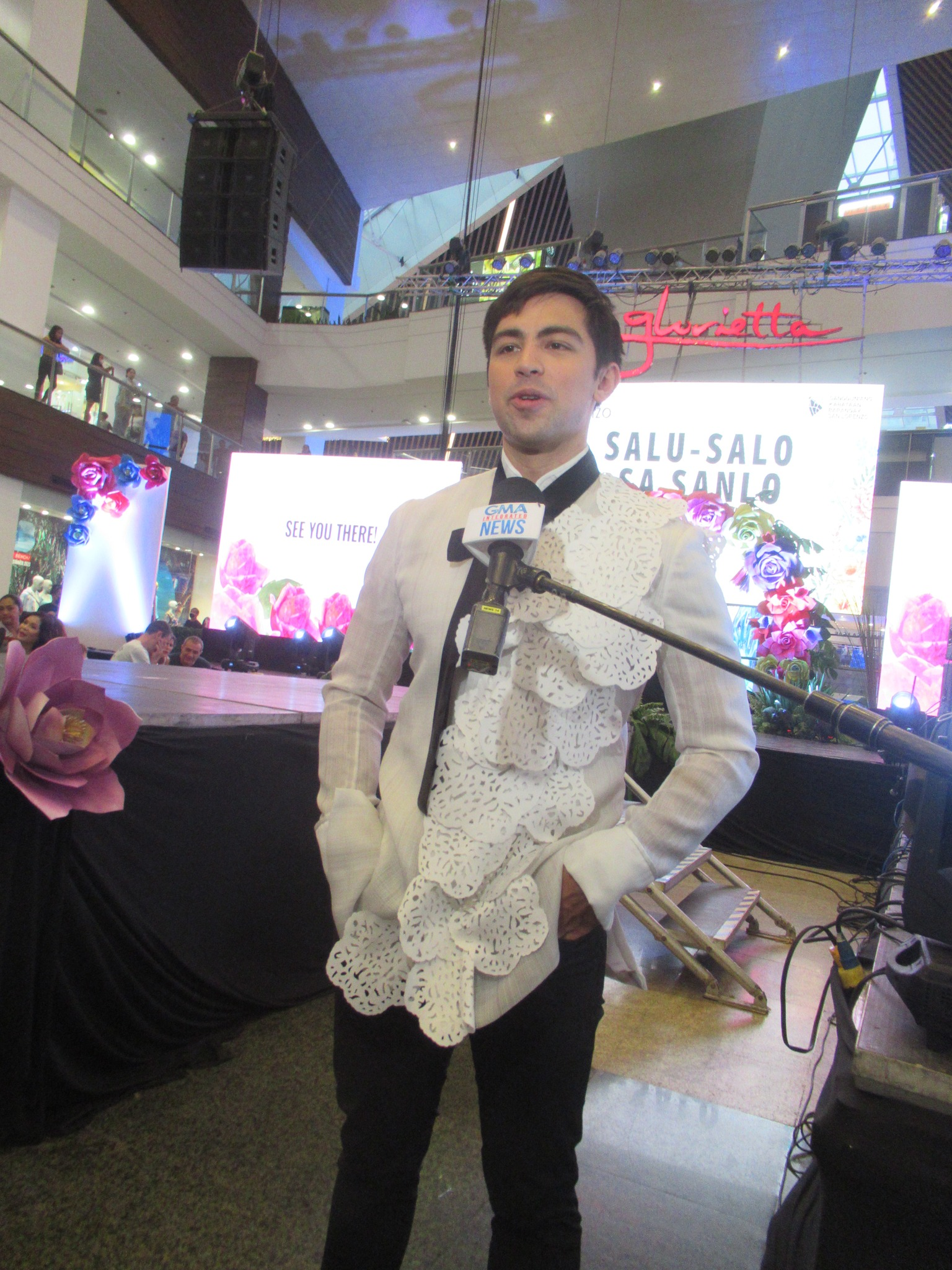
Derrick Monasterio, 2023

Derrick Monasterio (* 1. August 1995 in Quezon City) ist ein philippinischer Filmschauspieler.

## Leben
Derrick Monasterio ist Sohn der Schauspielerin Tina Monasterio und wurde ab 2010 mit der Serie Tween Hearts für die TV-Gesellschaft GMA Network tätig. Er wurde 2012 als Nachwuchsdarsteller mit einem FAMAS-Award ausgezeichnet.
2012 spielte er in der Comedyserie Alice Bungisngis and Her Wonder Walis mit, ab 2015 folgte The Half Sisters und ab 2016 Tsuperhero. 2017 spielte er in der Abenteuerserie Mulawin vs. Ravena und 2018 in der Liebes-Comedy India Will Always Love You. Ab 2019 folgte die Actionserie Beautiful Justice und 2021 Legal Wives.

## Filmografie (Auswahl)
- 2010: Tween Hearts (Fernsehserie, ? Folgen)
- 2011: Tween Academy: Class of 2012
- 2011: My House Husband: Ikaw Na!
- 2011: The Road
- 2012: Si Agimat, Si Enteng at Ako
- 2012: Alice Bungisngis and Her Wonder Walis (Fernsehserie, 88 Folgen)
- 2013: Boy Golden: Shoot to Kill, the Arturo Porcuna Story
- 2015–2016: The Half Sisters (Fernsehserie, ? Folgen)
- 2016–2017: Tsuperhero (Fernsehserie, 23 Folgen)
- 2017: Mulawin vs. Ravena (Fernsehserie, 85 Folgen)
- 2018: Almost a Love Story
- 2018: Inday Will Always Love You (Fernsehserie, 100 Folgen)
- 2019–2020: Beautiful Justice (Fernsehserie, 100 Folgen)
- 2021: Legal Wives (Fernsehserie, 80 Folgen)